# Cerodontha scripivora
Cerodontha scripivora este o specie de muște din genul Cerodontha, familia Agromyzidae, descrisă de Spencer în anul 1969.
Este endemică în Ontario. Conform Catalogue of Life specia Cerodontha scripivora nu are subspecii cunoscute.